# Blood Falls
Koordinaten: 77° 43′ 0″ S, 162° 16′ 0″ O

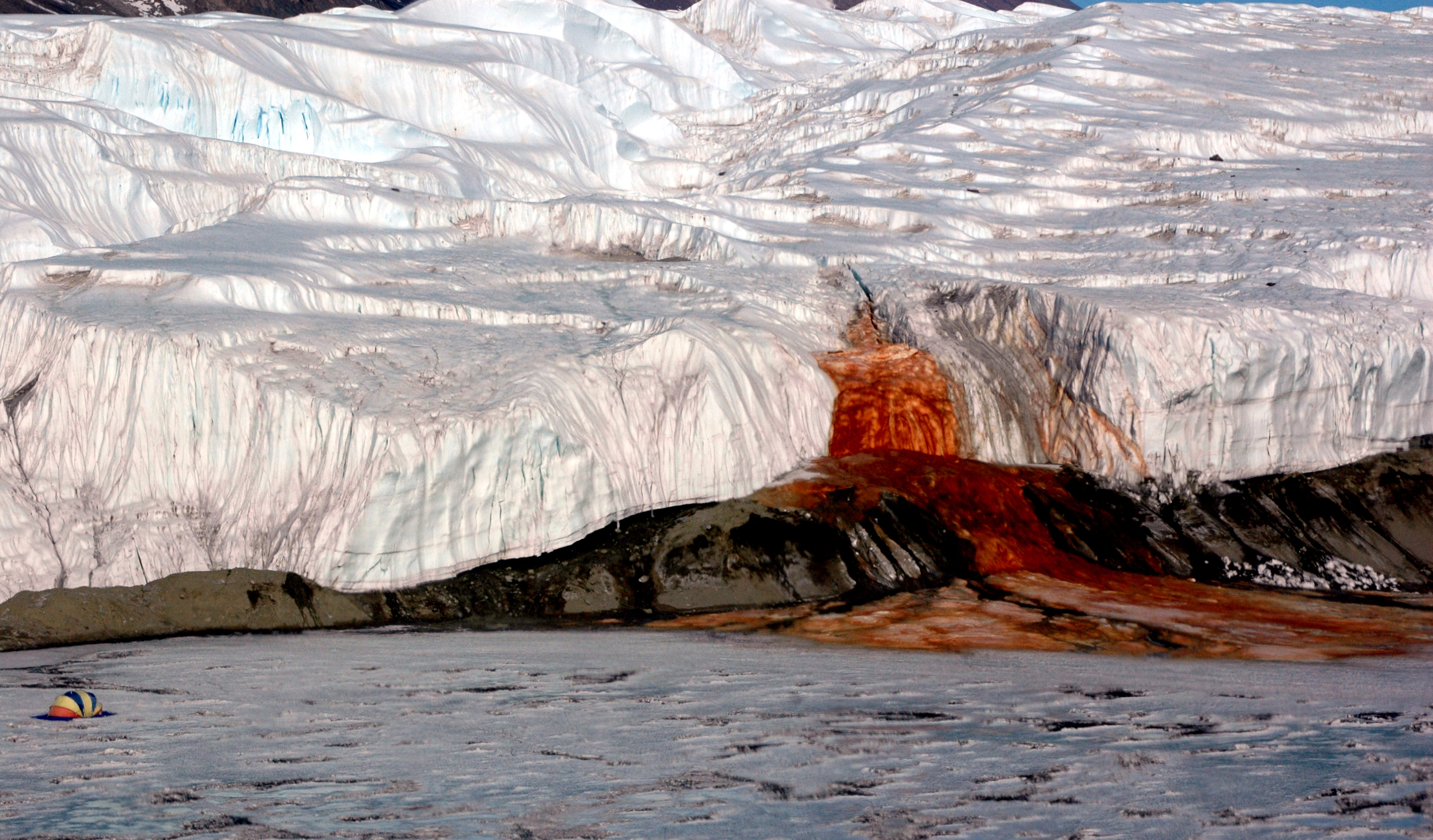
Blood Falls (2006)

Blood Falls (auch Blutfälle oder Blutstrom) ist der Name eines Ausflusses einer mit Eisenoxid angereicherten Salzwasserfahne, die aus der Zunge des Taylor-Gletschers auf die eisbedeckte Fläche des westlichen Bonneysees im Taylor Valley, einem der Antarktischen Trockentäler in Victorialand, Antarktis, fließt.
Eisenhaltiges hypersalines Wasser tritt sporadisch durch kleine Risse in der Eis-Kaskade aus. Die Quelle der Sole ist ein subglazialer See von unbekannter Größe, überlagert von ungefähr 400 Metern Eis, mehrere Kilometer entfernt von dem kleinen Auslass an den Blutfällen.
Die rötliche Lagerstätte wurde 1911 von dem australischen Geologen  Griffith Taylor, einem Teilnehmer der Terra-Nova-Expedition, gefunden. Er erforschte als erster das Tal, das seinen Namen trägt.
Die ersten Pioniere der Antarktis schrieben die rote Farbe Rotalgen zu. Es wurde aber später bewiesen, dass es sich um Eisenoxide handelt.

## Geochemie
Es handelt sich um schwerlösliche wasserhaltige Eisenoxide (Fe2O3), die sich an der Oberfläche des Eises ablagern, nachdem die  Eisen-Ionen im aufgetauten Salzwasser bei Kontakt mit der Atmosphäre (Sauerstoff)  oxidiert werden. Altes Meerwasser, das in einer subglazialen Tasche gefangen ist, löst Eisen-Ionen aus dem Gestein. Es stammt aus dem  Antarktischen Ozean, als ein Fjord am Ende des  Miozän (vor etwa 5 Millionen Jahren), als der Meeresspiegel höher war als heute, vom Gletscher isoliert wurde.
Anders als die meisten Gletscher der Antarktis ist der Taylor-Gletscher nicht bis auf die Sohle gefroren, wahrscheinlich wegen der Anwesenheit der Salze, die beim Ausfrieren des darunter eingeschlossenen alten Meerwassers in Lösung bleiben. Die Salz-Kryo-Konzentration des zurückgebliebenen (relikten) Meerwassers rührt daher, dass reines Eis auskristallisierte, die gelösten Salze verdrängte und die verbleibende Flüssigkeit wegen des Wärmeaustauschs mit den enormen Eismassen des Gletschers abkühlte. Als Folge wurde das eingeschlossene Wasser zu einer Sole aufkonzentriert, mit einem Salzgehalt vom zwei- bis dreifachen des Meerwassers.
Hypersaline Flüssigkeiten, die durch einen Spalt im Eis drangen und zufällig beprobt wurden, waren frei von Sauerstoff und reich an Eisen(II)-sulfat. Sulfat ist eine zurückgebliebene geochemische Signatur mariner Bedingungen, während lösliches zweiwertiges Eisen wahrscheinlich unter reduzierenden Bedingungen durch mikrobielle Aktivität aus den Mineralien des subglazialen Fundaments freigesetzt wurde.

## Mikrobielles Ökosystem

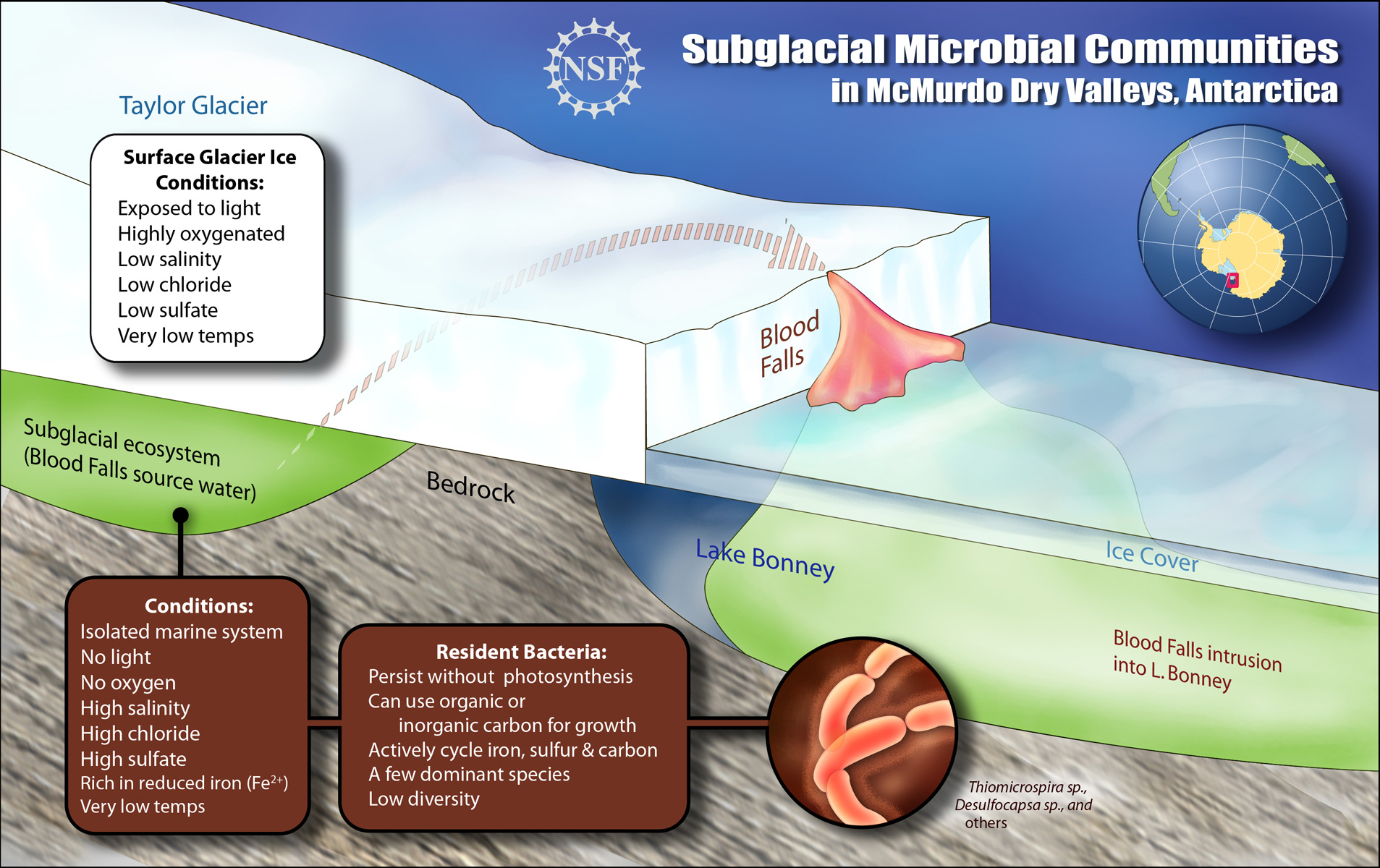
Dieser schematische Querschnitt der Blutfälle zeigt, wie subglaziale mikrobielle Gemeinschaften in Kälte, Dunkelheit und Abwesenheit von Sauerstoff für eine Million Jahre in Salzwasser unter dem Taylor-Gletscher überlebten. Credit: US National Science Foundation (NSF)

Die chemischen und mikrobiellen Analysen weisen darauf hin, dass sich ein seltenes subglaziales Ökosystem von autotrophen Bakterien entwickelt hat, das Sulfate und Eisen-Ionen metabolisiert.
Nach Jill Mikucki,  Geomikrobiologin am Dartmouth College, enthalten die Wasserproben der Blutfälle mindestens 17 verschiedene Arten von Mikroben, und fast keinen Sauerstoff. Eine Erklärung könnte sein, dass die Mikroben Sulfat als einen Katalysator mit Eisen-III-Ionen atmen und die mikroskopischen Mengen an organischer Substanz metabolisieren, die mit ihnen dort unten gefangen ist. Einen solchen Stoffwechselprozess hatte man noch nie zuvor in der Natur beobachtet.
Eine rätselhafte Beobachtung ist die Koexistenz von Fe2+ und SO42−-Ionen unter  anoxischen Bedingungen. Es wurden in der Tat keine Schwefelwasserstoff-Anionen (HS−) in dem System gefunden. Dies legt nahe, dass eine komplexe und schlecht verstandene Interaktion zwischen dem biochemischen  Schwefel- und dem Eisenkreislauf vorliegt.

## Auswirkungen auf die „Schneeball-Erde“-Hypothese
Nach Mikucki et al.(2009), wurde der jetzt unzugängliche, subglaziale See vor 1,5 bis 2 Mio. Jahren abgeriegelt und in eine Art „Zeitkapsel“ verwandelt. Dies isolierte die Mikroben-Populationen für eine ausreichend lange Zeit, um sich unabhängig von anderen, ähnlichen Meeresorganismen zu entwickeln. Es könnte erklären, wie andere Mikroorganismen zuvor hatten überleben können, als nach der Schneeball-Erde-Hypothese die ganze Erde eingefroren gewesen sein könnte.
In der Tat könnten eisbedeckte Meere das einzige Refugium für die mikrobiellen Ökosysteme gewesen sein, als die Erde während des Proterozoikums (Äon vor ca. 650 – 750 Millionen Jahren) möglicherweise bis in tropische Breiten von Gletschern bedeckt war.

## Konsequenzen für Astrobiologie
Dieser ungewöhnliche Ort bietet Wissenschaftlern eine einzigartige Gelegenheit, das tiefenmikrobielle Leben unter extremen Bedingungen zu studieren, ohne tief in die polare Eiskappe bohren zu müssen, verbunden mit der Gefahr einer Kontamination des zerbrechlichen und noch intakten Ökosystems.
Das Studium der rauen Umgebungen auf der Erde ist sinnvoll, um die Spannbreite von Bedingungen zu verstehen, an die sich das Leben anpassen kann; und um eine Abschätzung der Möglichkeit des Lebens in anderen Teilen des Sonnensystems (→Außerirdisches Leben) vorzunehmen – an Orten wie Mars oder  Europa, einem eisbedeckten Mond des Jupiters. Wissenschaftler des NASA Astrobiology Institute spekulieren, dass diese Welten subglaziales flüssiges Wasser (→extraterrestrischer Ozean) beherbergen könnten. Dies wären günstige Bedingungen für elementare Lebensformen, die besser in der Tiefe vor  UV- und  kosmischer Strahlung geschützt wären als an der Oberfläche.

## Fotogalerie

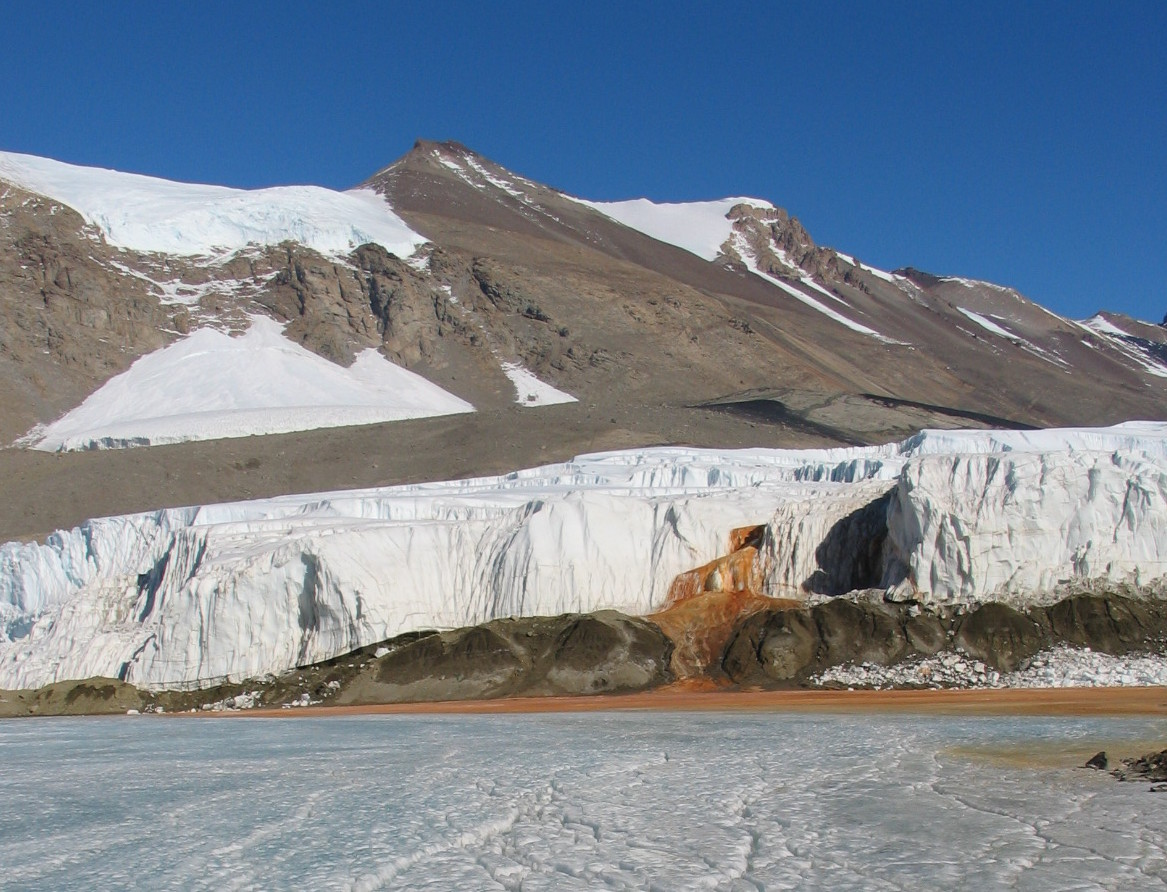
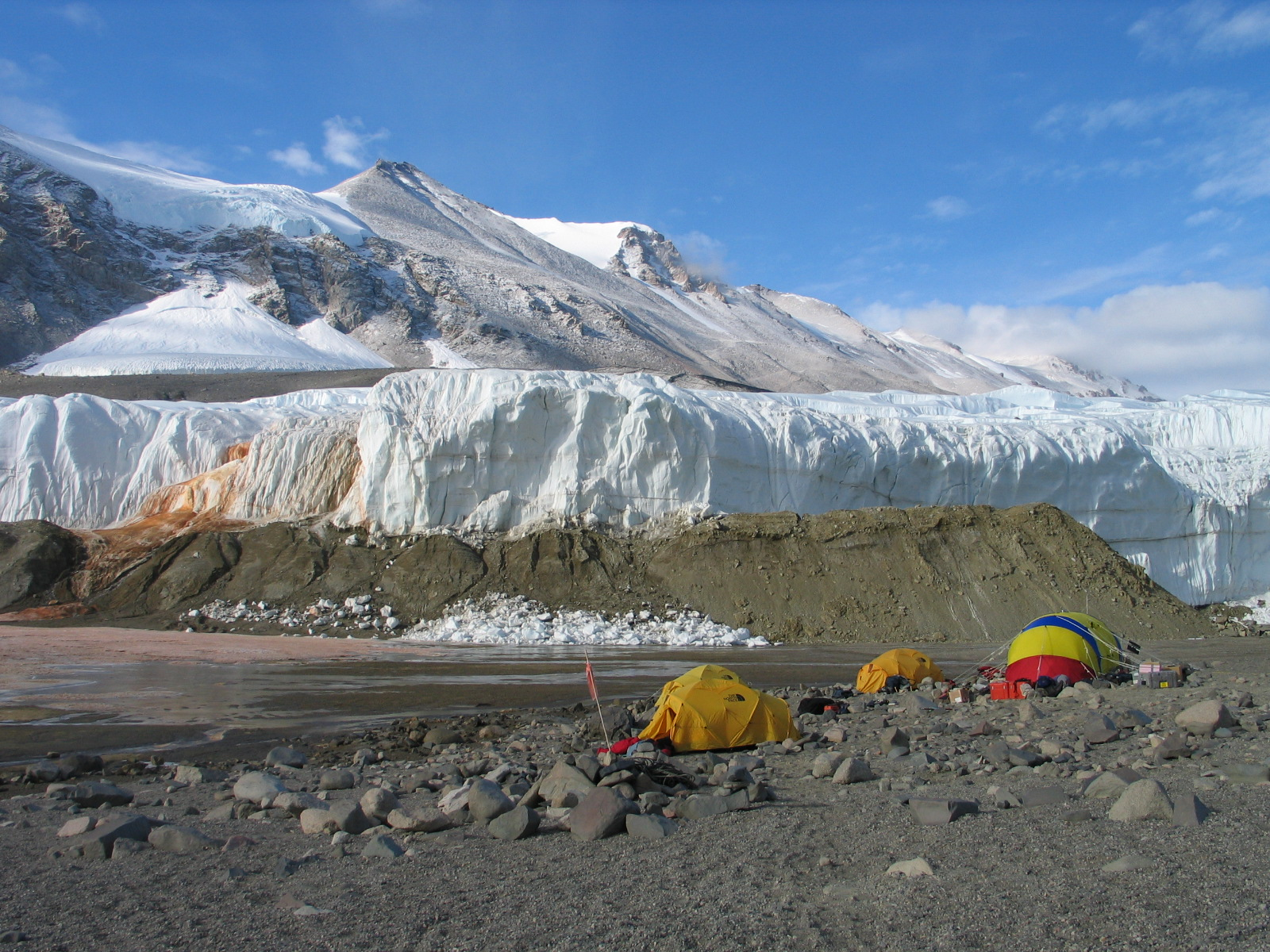

## Weiterführende Literatur
- Abraham Lerman, G.W. Luther III (ed.): Special Issue: Saline Lakes and Global Change. In: Aquatic Geochemistry. Band 15, Nr. 1–2. Springer, 1. Februar 2009, ISSN 1573-1421, S. 1–348.
- William Green, W. Lyons: The saline lakes of the McMurdo Dry Valleys, Antarctica. In: Aquatic Geochemistry. Band 15, Nr. 1, 2009, S. 321–348, doi:10.1007/s10498-008-9052-1.